# Kanton Mazamet-Sud-Ouest
Kanton Mazamet-Sud-Ouest (francouzsky Canton de Mazamet-Sud-Ouest) je francouzský kanton v departementu Tarn v regionu Midi-Pyrénées. Tvoří ho čtyři obce.

## Obce kantonu
- Aiguefonde
- Aussillon
- Caucalières
- Mazamet (jihozápadní část)